# 5655 Barney
Barney (asteróide 5655) é um asteróide da cintura principal, a 2,4799837 UA. Possui uma excentricidade de 0,0382703 e um período orbital de 1 512,46 dias (4,14 anos).
Barney tem uma velocidade orbital média de 18,5479048 km/s e uma inclinação de 14,49215º.
Este asteróide foi descoberto em 29 de Setembro de 1973 por Cornelis van Houten, Tom Gehrels.